# Берлінсько-Бранденбурзька академія наук
Берлі́нсько-Бранденбу́рзька акаде́мія нау́к (нім. Berlin-Brandenburgische Akademie der Wissenschaften, BBAW) — одна з найбільших регіональних академій наук Німеччини, член Спілки німецьких академій наук. Заснована на основі угоди від 21 травня 1992 року між федеральними землями Берлін і Бранденбург.
Незважаючи на пізню появу порівняно з іншими німецькими академіями наук, Берлінсько-Бранденбурзька академія наук позиціонується як наступниця наукових традицій Прусської академії наук (1700—1945), заснованої за активного сприяння Готфріда Вільгельма Лейбніца.
У правовому відношенні Берлінсько-Бранденбурзька академія наук має статус публічно-правової корпорації з правом самоврядування. Основні установи академії розташовані в столицях обох федеральних земель — в Берліні та Потсдамі.

## Історія
Прусську академію наук було засновано у 1700 році за активної участі Г. В. Лейбніца. Згідно з планом, розробленим Лейбніцем, академія за структурою поділялася на чотири «класи»: фізичний (з медициною, хімією та ботанікою), математичний (з астрономією та механікою), німецький (з історією німецьких земель та церкви) і клас сходознавства.
За правління короля Пруссії Фрідріха II у 1744 академію було реорганізовано у Королівську академію наук. На початку 1812 В. Гумбольдт ініціював чергову реорганізацію академії, було ухвалено новий статут, за яким усі наукові підрозділи підпорядковувались університету, в академії залишились лише бібліотека й архів. У 1919 академія отримала назву «Прусська академія природничих та гуманітарних наук»; у 1946 була відновлена як Німецька академія наук в Берліні (з 1972 року — Академія наук НДР), до складу якої увійшла низка членів та перейшло майно та наукові проєкти Прусської академії наук.
Після возз'єднання Німеччини, до кінця 1991 року, Академію наук НДР було скасовано, а її майно та проєкти перейшли у розпорядження новостворених федеральних земель та низки наукових організацій. Після угоди між землями Берлін і Бранденбург 1992 року про створення спільної академії наук, у розпорядження новоствореної регіональної академії було передано майно та проєкти колишньої Академії наук НДР. Проте, до штату Берлінсько-Бранденбурзької академії наук члени колишньої Академії наук НДР практично не потрапили — був набраний новий склад дослідників, а сам заклад академії позиціонувався як відтворення, на новій основі, традицій Прусської академії наук.
Берлінсько-Бранденбурзька академія наук розпочала свою роботу 28 березня 1993 року під керівництвом президента-засновника Губерта Маркля. З 1995 до 2005 академію очолював Дітер Зімон, з 2006 до 2015 Гюнтер Штокк, а з 2015 до 2019 — Мартін Грештель, з 2020 року — професор Крістоф Маркшис.
Штаб-квартира Берлінсько-Бранденбурзької академії наук знаходиться у Берліні на куті площі Жандарменмаркт і Егерштрассе, у колишній будівлі банку, де до того розташовувалась президія Академії наук НДР.

## Діяльність Академії

### Проєкти Академії
Основні цілі Академії: керівництво довгостроковими академічними проєктами, підтримка інших досліджень. Академія здійснює координацію, експертну оцінку та визначення найперспективніших галузей науки; організацію та проведення форумів, присвячених найважливішим проблемам суспільних наук. Ці функції виконують спеціальні комісії, які складаються з членів академії та із запрошених фахівців (більшість комісій зазвичай пов'язані з вивченням античності та Середньовіччя). Робота низки комісій полягає у створенні словників німецької мови, виданні праць класиків німецької літератури та науки, створенні документальних стрічок. Академія формує міждисциплінарні дослідницькі групи, які працюють у рамках спеціальних проєктів (наприклад, з розробки стратегії економічного використання енергії, вироблення стандартів здоров'я, моніторингу досягнень генної інженерії тощо)
Проєкти Академії та інші проєкти, що фінансуються зовні, роблять її найбільшим у регіоні неуніверситетським науково-дослідницьким закладом гуманітарного профілю.

### Регулярні події
- Академічні лекції
- День Лейбніца (Leibniztag)
- День Ейнштейна (Einsteintag)
- Лекції Ернста Майра
- Салон Софі Шарлотта (публічний вечірній захід, який академія наук щорічно організовує з 2006 року у будівлі академії на площі Жандарменмаркт у Берліні).

### Бібліотека академії
Бібліотека і архів академії (засновані на поч. XVIII ст.) зберігають найцінніші матеріали, у тому числі зібрання рукописів (понад 1200) Лейбніца, більше 200 колекцій рукописів інших видатних науковців, хроніки академії (з 1945), понад 2 тис. творів мистецтва, сотні світлин, кінострічок, магнітофонних записів, відеокасет.
Бібліотека видає: «Щорічник» («Jahrbuch», з 1939), «Звіти і статі» («Berichte und Abhandlungen», з 1995), «Наукові звіти з міждисциплінарних досліджень» («Forschungsberichte der Interdisziplinäre Arbeitsgruppen», з 1995).
Результати публікацій академічних проєктів і співробітників академії вносяться до електронних архівів, на сервері edoc, що знаходиться у розпорядженні бібліотеки академії.

## Нагороди
Берлінсько-Бранденбурзька академія наук заснувала та вручає низку наукових нагород.

### Медалі
- Медаль Гельмгольца: відзначає видатні наукові досягнення в галузі гуманітарних, соціальних, математичних і природничих наук, біології, медицини та інженерних наук. Нагороду присуджують щодва роки.
- Медаль Лейбніца[de]: присуджують окремим особам або групам осіб за особливі заслуги з підтримки наукових досліджень. Вперше її отримав берлінський колекціонер мистецтва Джеймс Саймон, покровитель археологічних розкопок і музеїв.

### Премії
- Академічна премія: щорічна премія, яка присуджують за видатні наукові досягнення в будь-якій галузі. Вона вручається під час святкування Дня Лейбніца в академії влітку та включає грошову винагороду у 50 000 євро.
- Премію Академії (надає Фундація Commerzbank) присуджують щодва роки за видатні наукові досягнення в галузі дослідження правових та економічних принципів. Вона охоплює винагороду у 30 000 євро, яку вручають на спільній урочистій сесії академії та Фундації Commerzbank.
- Премію Берлінсько-Бранденбурзької академії наук (надає Фонд Моніки Куцнер) присуджують щорічно за видатні наукові досягнення в галузі дослідження раку. Вона включає 10 000 євро і вручається на щорічному святкуванні Дня Ейнштейна в академії.
- Премію Берлінсько-Бранденбурзької академії наук (надає Фундація Перегрінус) присуджують щодва роки за видатні досягнення вчених зі Східної та Південно-Східної Європи. Сума винагороди становить 10 000 євро і вручається на щорічному святкуванні Дня Ейнштейна в академії.
- Науково-технічну премію присуджують за видатні досягнення в інженерних науках молодих інженерів і вчених, які займаються дослідженнями чи промисловістю. Це — 10 000 євро що вручаються лауреату на щорічному Дні інженерії в академії.
- Премію Вальтера де Грюйтера вручають щодва роки за видатні досягнення у предметних галузях, охоплених Видавництвом Вальтера де Грюйтера. Її розмір становиить 7500 євро і її переважно присуджують молодим науковцям.

### Почесні звання
- Почесний член Берлін-Бранденбурзької академії наук.

### Лекції
- Лекція Пауля Б. Балтеса: щороку академія обирає провідного вченого світового рівня для виступу з лекцією, яка вшановує досягнення Пауля Балтеса[en] в дослідженнях у психології та його внесок у психологію. Серію лекцій проводять Вільний університет Берліна, Берлінський університет імені Гумбольдтів, Берлінський технічний університет і Потсдамський університет у співпраці з Інститутом людського розвитку Макса Планка[en] за підтримки Фонду Маргрет М. і Пауля Б. Балтесів.

## Наукові видання
Періодичні видання академії протягом часу її існування мали різні назви:
- «Miscellanea Berolinensia» (1710–43)
- «Histoire de l'académie royale des sciences et belles lettres» (1745–69)
- «Nouveaux mémoires de l'académie royal» (1770–86)
- «Sammlung der deutschen Abhandlungen» (1788—1803)
- «Abhandlungen der Königlich Preußischen Akademie» (1804—1917)

Сьогодні публікації науковців Берлінсько-Брандербурзької академії з'являються в багатьох відомих журналах, а також у її власних виданнях, таких як «Jahrbuch» («Щорічник»), «Berichte und Abhandlungen» («Звіти і статті»), «Debatten» («Обговорення») і «Gegenworte» («Протиріччя»).